# Spyglass Media Group
Spyglass media group (anteriormente spyglass Entertainment) é uma produtora de cinema e televisão estadunidense, co-fundada por Gary Barber e Roger Birnbaum em 1998. O estúdio foi fundado com um investimento dos conglomerados de mídia europeus, Mediaset e Kirch Group, e um acordo de cinco anos para distribuição com a The Walt Disney Company.
O primeiro filme foi Instinto (Instinct) (1999) e o último filme foi Prometo Amar-te (The Vow) (2012).
Barber e Birnbaum atuam como diretores executivos, enquanto Jonathan Glickman atua como o atual Presidente de Produção.
Em 2010, a Spyglass adquiriu 5% da Metro-Goldwyn-Mayer. Isso fez com que seus proprietários passassem a administrar a MGM, e eventualmente a Spyglass acabou inativa.
Em 2019 a Spyglass foi revivida por Gary Barber com um acordo de investimentos da Lantern Entertainment que se tornou um dos principais acionistas da empresa. Eagle Pictures e Cineworld tambem se tornaram investidores. Mais tarde a Warner e Lionsgate compraram uma participação na empresa.